# 後藤沙織
後藤 沙織（ごとう さおり、1988年8月13日 - ）は、日本の元女性声優、ラジオパーソナリティ、MC。北海道札幌市出身。血液型はA型。予備自衛官。
元実業団所属の陸上選手、元陸上自衛官という経歴を持つ。

## 来歴・人物
弟が観ていたアニメから声優という仕事に興味を持ち、自身も声優を目指すようになった。また、ラジオやキャラクターソングなどの幅広い活動に魅力を感じた事もきっかけであると語っている。
両親の影響で小学生の頃から陸上を始め、高校では陸上部主将として全国高校女子駅伝にも出場。卒業後は実業団のシスメックス陸上競技部へ進み、ジュニア3000mで全国2位を取った経験もある。
シスメックスを退社後、父親が自衛隊員だった事もあり陸上自衛隊へ入隊。任期を終えたのち声優になる決意を固め上京、養成所へ通った。
2015年に一度声優を辞めており北海道に戻る事を決めていたが、直前に本気!アニラブのパーソナリティに決まった事で再び声優としての活動を始める。
2016年3月1日、スターダストプロモーションへの所属を発表。
陸上自衛隊では通信科に配属されており、暗号電信手を務めていたためモールス信号の解読ができる。声優になってからも予備自衛官として招集訓練に出頭している。特技は第四匍匐前進。
陸上選手を辞めた後もランニングやマラソン大会への出場を趣味としている。夢は赤坂5丁目ミニマラソンを走る事。
コスプレ好きであり、黒子のバスケやアイドリッシュセブン、ラブライブ!など、好きな作品の衣装を自作している。また、大のディズニーリゾートファンでもあり、ディズニー・ハロウィーンには全身仮装で入園している。
2017年4月30日、スターダストプロモーションを退所。声優活動から退き、拠点を地元である北海道へ移した。
2017年にSTVラジオのファイターズ・パーソナリティのオーディションに合格。同年6月13日より「GO!GO!ファイターズ」のパーソナリティなどを務めた。同年8月27日には陸上経験を活かし、STVラジオのTシャツを着て北海道マラソンを走った。2019年1月中旬より体調不良で番組を休み始め、3月にSTVラジオの番組を降板した。
その後は、自身の経験を活かしてスポーツイベントMCなどで活動。2019年11月に札幌の広告代理店「ハノハノ」の陸上部に入部し、2020年1月26日には第39回大阪国際女子マラソンに参加した。しかし、同年、全てのSNSアカウントを閉鎖している。

## 出演

### テレビアニメ
- orange（2016年、大谷）

### ゲーム
- 箱庭のフォルクローレ（2013年、いぬのコマ）
- ミリ姫大戦～RELOAD～（2017年、ザハロフ、ガリボルディ）[19][20]

### テレビ
- スパルタンMX（2013年、TOKYO MX）
- ウチの夏フェス2013！ フレッシュ夏フェス隊！（2013年、AT-X）[4]

### ラジオ
※はインターネット配信。
- 後藤沙織の本気!アニラブ（2015年10月6日 - 2016年9月29日、超!A&G+※）
- カマアニ（2016年、鎌倉FM）ラジオドラマ「悪魔の道具屋」（サンドラ役）
- Nightingale（2016年2月8日 - 2017年4月2日、PrimeSeat※）[21]月曜日・火曜日パーソナリティ
- 吉成由貴と後藤沙織の声ダスラジオ！（2016年8月26日 - 2017年4月5日、楽天FM※）
- GOGOMONZ（2017年3月21日、FM NACK5）日替わりパーソナリティ[22]
- 後藤沙織のミュージック＋スペシャル（2017年6月2日、超!A&G+※）[23]
- STVファイターズLIVE（2017年 - 2018年、STVラジオ）ファイターズ・パーソナリティ[24]
- GO!GO!ファイターズ（2017年 - 2019年3月、STVラジオ）[25]
- GO!GO!サンデー (ナイターシーズン不定期出演、2018年、STVラジオ)
- 白井一幸 ブリング・アップ（2018年、STVラジオ）アシスタント
- 宮西尚生のなんとかなるさ（2018年、STVラジオ）アシスタント
- 後藤沙織のミュージック＋スペシャル（2019年4月5日、超!A&G+※）[26]

### ドラマCD
- 夏雪ランデブー（2012年、友人[9]）※アニメBlu-ray&DVD初回限定生産版特典CD

### CM
- 森下仁丹 サラシア（女性）

### ライブ・イベント
2015年
- 本気！アニラブ＆ガチ！コスラブ 合同イベント
- A&Gカウントダウンライブ～2016年まであと1日

2016年
- A&Gサタデーライブ！

2017年
- アニラブ・オールスター2017

## ディスコグラフィ

### 参加作品
| 発売日       | タイトル             | 名義        | 楽曲                     | タイアップ                               |
| ------------ | -------------------- | ----------- | ------------------------ | ---------------------------------------- |
| 2016年1月8日 | 世界は君を待っている | STAY TUNES! | 「世界は君を待っている」 | 『本気!アニラブ』第7期オープニングテーマ |

### ユニットメンバー
1. ↑  伊達朱里紗、後藤沙織、和久井優、水間友美